# Mitrailleuse Browning 1917
La mitrailleuse Browning 1917 est la mitrailleuse légère de l'infanterie de l'United States Army durant la Première et Seconde Guerre mondiale. Durant la Seconde Guerre mondiale, elle sera progressivement remplacée par sa version modernisée, la mitrailleuse Browning 1919.

## Historique

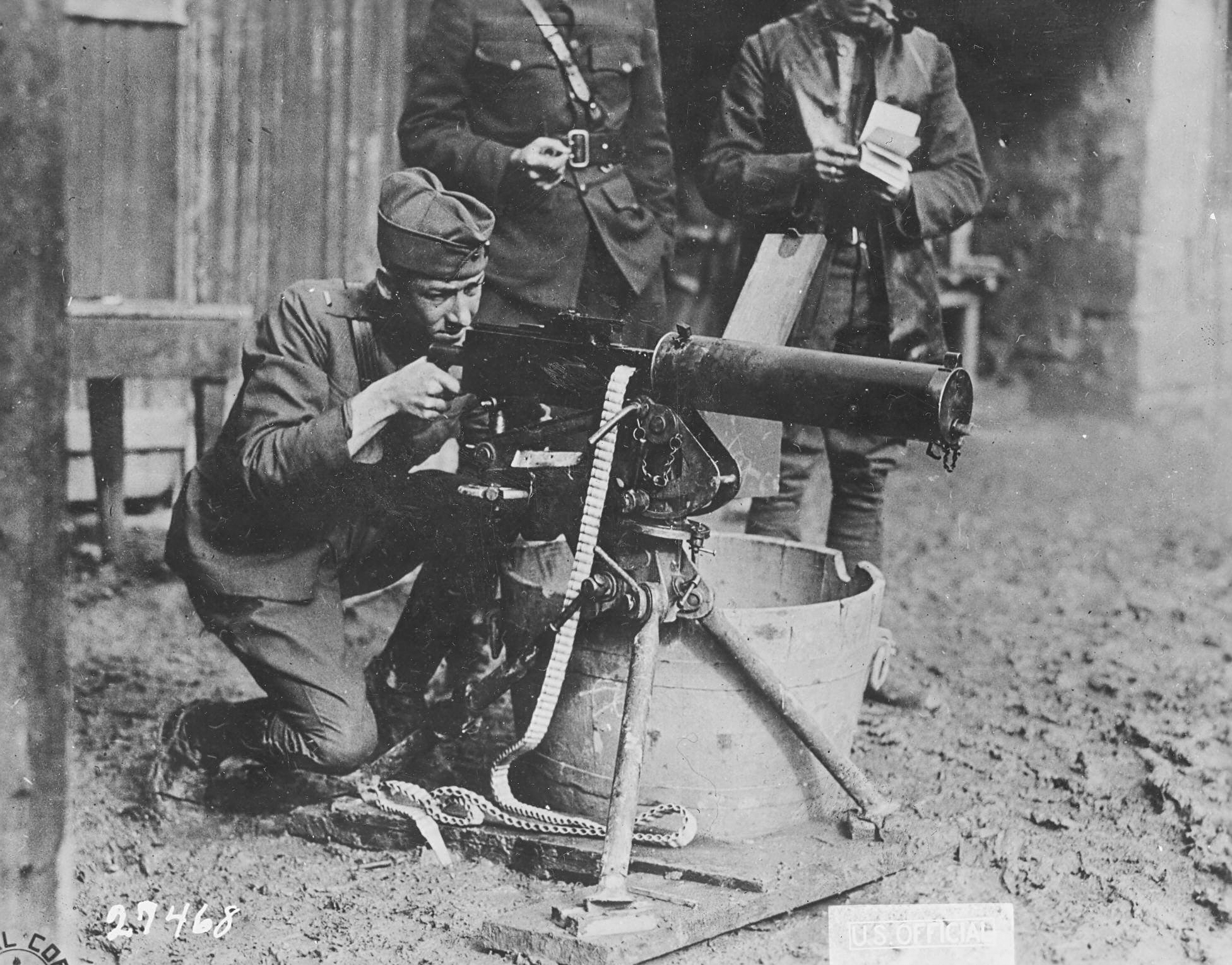
Test d'une mitrailleuse Browning par le fils de l'inventeur en 1918 en Argonne.

Cette mitrailleuse est l'œuvre de John Moses Browning, également inventeur du fusil-mitrailleur BAR. La mitrailleuse calibre 30 modèle 1917 fut produite en grand nombre dès l’entrée en guerre des États-Unis.
Elle devint après la Première Guerre mondiale, mitrailleuse standard de l’armée américaine et fut utilisée bien après la Seconde Guerre mondiale. Elle équipait les compagnies d'armes lourdes.
La composition d’une section de mitrailleuses lourdes est la suivante : un chef de section (sergent à partir de février 1944), d'un mitrailleur, d'un assistant et de quatre pourvoyeurs en munitions (dont un conduit une Jeep, à laquelle est adjointe une remorque ¼-ton).
Elle a été beaucoup exportée dans de nombreux pays. Plusieurs nations en construisirent des versions locales dont la Pologne qui en assembla une copie sans licence réputée plus performante, la Ckm wz. 30 (en) entre 1931 et 1939.

## Caractéristiques et spécifications techniques
La Browning M1917 est un modèle semi-polyvalent, qui nécessite un tireur et un homme veillant à l'approvisionnement en munitions, le pourvoyeur. Elle est alimentée par la gauche avec des bandes en toile de lin de 250 cartouches de calibre 7,62 mm, la plupart du temps transportées dans des boîtes métalliques pour un poids total de 9 kg.
L'une de ses principales caractéristiques est que son refroidissement se fait par eau, ce qui durant les batailles lorsque la mitrailleuse tirait beaucoup créait un grand dégagement de vapeur d'eau ce qui dévoilait sa position comme lors de la bataille de Tenaru.